# タンゲーラ
タンゲーラ（Tanguera）とは、マリアーノ・モーレスが作曲したタンゴである。1955年発表。

## 概要
タンゲーラは、タンゴの好きな女性の事で、男性は、タンゲーロ、従ってタンゲーラとは「タンゴの好きなお嬢さん」と訳されております。
「荒城の月」と似たようなメロディーが出てくることでも知られている。 
タンゴダンスにもよく用いられ、よく聴かれる曲である。
マリアーノ・モーレス楽団の演奏が最もよく聞かれるが、他の楽団の演奏もある。
YouTubeにも、いくつかアップロードされている。
映画「ムーラン・ルージュ」の挿入歌「El Tango de Roxanne」に影響を与えている。